# Ursus (fiktive Person)
Ursus ist der Name eines „bärenstarken“ (lat. ursus = Bär) Mannes, der in Henryk Sienkiewicz’ Roman Quo vadis als Beschützer der Fürstentochter Ligia oder Lygia (mit ursprünglichem Namen Kallina) auftritt. Sie ist Angehörige des Stammes der Ligier/Lygier im Donauraum, der den Römern nach einem Friedensschluss Geiseln stellen muss. Unter Aufsicht einer römischen Familie wandelt sie sich zur Christin, wird jedoch an den Hof des Kaisers Nero geholt – in Begleitung ihres Gefolges und vor allem ihres Dieners Ursus, der von sich sagt: „Ich weiß nur, daß Eisen in meiner Hand bricht wie Holz ...“. Ursus rettet sie aus vielerlei Gefahren: „Dann nahm Ursus sein Königskind auf den Arm und trug es mit gleichmäßigen Schritten aus dem Festsaal hinaus.“
Als barbarischer Held im Römischen Reich angelegt, wurde ein Ursus im Zuge der italienischen Welle von Sandalenfilmen zu Beginn der 1960er Jahre als eigenständige Figur etabliert und erhielt seine ‚eigene’ Filmreihe. Im Gegensatz zu anderen muskelbewehrten Titelhelden wie Maciste oder Herkules kann bei Ursus in einigen Filmen, vor allem jenen mit dem Darsteller Ed Fury, eine Art Biografie nachgezeichnet werden: Er ist der Nachkomme eines gestürzten Königreiches und erlangte seine Stärke durch das Aufwachsen unter Löwen (Ursus im Tal der Löwen), wird später Bauer (La vendetta di Ursus) und muss seine Verlobte vor dem Opfertod retten (Ursus). Weiter kämpft er gegen Usurpatoren in nicht lokalisierten Gegenden (Ursus nella terra di fuoco) oder gar Asien (Ursus e la ragazza tartara). Wie im Genre üblich, verliert er schließlich seine Identität und wird zum ‚normalen’ Menschen. Alternativ kann er sich nach der endgültigen Rettung auch für sein Idol opfern.
Als ‚klassisches Original’ können umgangssprachlich auch andere Helden zu einem Ursus gemacht werden.
Mit dem Abflauen der Welle verschwand auch das Interesse an der fiktiven Gestalt. Unter anderem trug auch der mexikanische Wrestler Jesús Melendez Ortega (1922–1977) den Namen des barbarisch-römischen Helden als Ringnamen und nannte sich meist mit Zusatz Mighty Ursus.

## Filme
- 1912: Quo vadis? (Bruto Castellani)
- 1925: Quo vadis? (Bruto Castellani)
- 1951: Quo vadis? (Buddy Baer)
- 1960: Ursus im Reich der Amazonen (La regina delle Amazzoni) (Ed Fury) – nur in der deutschsprachigen Fassung
- 1961: Ursus – Rächer der Sklaven (Ursus) (Ed Fury)
- 1961: Herkules, der Held von Karthago (La vendetta di Ursus) (Samson Burke)
- 1962: Ursus im Tal der Löwen (Ursus nella valle dei leoni) (Ed Fury)
- 1962: Höllenschlacht der Tartaren (Ursus e la ragazza tartara) (Joe Robinson)
- 1963: Ursus, der Unbesiegbare (Ursus nella terra di fuoco) (Ed Fury)
- 1963: Kampf der Giganten (Ursus, il gladiatore ribelle) (Dan Vadis)
- 1964: Ursus und die Sklavin des Teufels (Ursus, il terrore dei Kirghisi) (Reg Park)
- 1964: Die unbesiegbaren Drei (Gli invincibili tre) (Alan Steel)
- 1964: Die Stunde der harten Männer (Ercole, Sansone, Maciste e Ursus Gli invincibili) (Yann Larvor)
- 1985: Quo vadis? (Quo vaids?) (Radomir Kovačević)
- 2001: Quo vadis? (Rafał Kubacki)

## Rezeption
Im Inferno der letzten Kriegstage in Berlin 1945 wird Ursus zu einem Retter und Beschützer aus der Fantasiewelt eines fünfzehnjährigen Mädchens in einer unerträglichen Realität:

„Im Dauerlauf rannte ich zurück zum Bunker. [...] Irgendwo entdeckte ich eine intakte Wasserpumpe und füllte den Krug, der nun sehr schwer zu tragen war. Um mich herum schlugen permanent Granaten ein, doch ich wurde von keinem Splitter getroffen. Das habe ich Ursus zu verdanken, sagte ich zu mir. Ursus war ein Held aus meinen Büchern. Der getreue Ursus, der immer seine Herrin beschützte. Jetzt war er zu meinem Schutzengel geworden.“

„Mit meinem ‚Tick‘, nach Leuten Ausschau zu halten, denen es schlimmer erging als mir selbst, konnte ich alles besser ertragen. Ebenso mit meinen Fantasien über Prinzen. Und ich hatte Ursus, meinen Schutzengel. Ihm erzählte ich auf dem langen Treck [der Schutzsuchenden aus dem Anhalter Hochbunker durch den gerade gefluteten Nord-Süd-Tunnel der S-Bahn] von meinen Ängsten, von dem, was ich um mich herum sah. So gut konnte er zuhören. Und immer machte er mir Mut, flüsterte mir zu: ‚Du wirst deine Mutter und deinen Bruder heil aus diesem Schacht führen.‘ Für mich waren Ursus und die Prinzen eine Art Therapie, die mit Kraft gab, all diese furchtbaren Erlebnisse wenigstens in Ansätzen zu verarbeiten und nicht an ihnen psychisch zu Grunde zu gehen. Meine Mutter und Heinz, die nicht auf derartige Mechanismen zurückgreifen konnten, hatten es in der Zeit nach dem Krieg viel schwerer.“
Und auch später noch einmal: „Mein Prinz, dachte ich nur, wann kommt endlich mein Prinz? Ursus, kannst du mir nicht auch so einen vorbeischicken, der mich aus dem Alptraum wach küsst? Heinz setzte sich in diesem Moment zu uns auf die Decke, aber er war mein Bruder, nicht mein Prinz. Irgendwann musste es doch auch für mich wieder eine heile Welt geben. Plötzlich hörten wir ein Poltern.“